# Tangancícuaro
Tangancícuaro är en kommun i Mexiko.   Den ligger i delstaten Michoacán de Ocampo, i den centrala delen av landet, 300 km väster om huvudstaden Mexico City. Antalet invånare är 30 052. Arean är 388 kvadratkilometer.
Terrängen i Tangancícuaro är kuperad norrut, men söderut är den bergig.
Följande samhällen finns i Tangancícuaro:
- Colonia las Malvinas
- San José de Gracia
- Aranza
- Guarachanillo
- Buena Vista
- Noroto
- Colonia la Lomita
- Colonia Emiliano Zapata
- Etúcuaro